# Simon Bertilsson
Simon Bertilsson, född 19 april 1991 i Karlskoga, är en svensk ishockeyback som spelar för Brynäs IF i SHL. Han är även assisterande lagkapten i klubben, sedan säsongen 2015/2016.

## Meriter
- 2012 — SM-guld med Brynäs IF
- 2025 — SM-silver med Brynäs IF
- 2010, 2008 — SM-silver med Brynäs IF J20
- 2009 — SM-guld med Brynäs IF J20